# Lightning (Software)
Lightning ist eine freie Kalender-Software, die als Teilprojekt von Mozilla Calendar begann, das sich mit der Entwicklung einer Personal-Information-Manager-Software beschäftigte. Lightning trat damit in Konkurrenz zu dem in diesem Bereich führenden Microsoft Outlook. Seit 2015 ist Lightning keine eigenständige Anwendung mehr, sondern ist vollständig als Add-on in Mozilla Thunderbird integriert.

## Technische Einzelheiten
Im Gegensatz zu dem mittlerweile nicht weiterentwickelten Mozilla Sunbird, welches ebenfalls einen Teil des Mozilla-Calendar-Projektes war, war Lightning nie als eigenständige Software gedacht, sondern strebte stets die verbesserte Integration einer Kalender-Funktion in das E-Mail-Programm Thunderbird an.
Lightning und Sunbird unterscheiden sich leicht in ihrer Funktionalität. Innerhalb von Lightning ist es zusätzlich möglich, Termineinladungen per E-Mail zu erhalten und zu versenden. Beide Programme nutzen eine gemeinsame Quelltext-Basis, wobei in Sunbird jeweils Anpassungen an den eigenständigen Betrieb notwendig sind.
„Lightning“ ist ein Arbeitstitel und kein offizieller Produktname. Daher ist die Bezeichnung „Mozilla Lightning“ unzutreffend. Lightning wird nach jeder Installation und nach jedem Update von Thunderbird automatisch aktiviert, kann jedoch wie jedes andere Add-On vom Benutzer händisch abgeschaltet werden. Die Software unterstützt 32- und 64-Bit-Architekturen für EComStation, Windows, macOS und Linux.

## Geschichte
Die erste bekannte Vorabversion – Version 0.1 – wurde am 14. März 2006 veröffentlicht. Die Version 0.9 wurde am 23. September 2008 veröffentlicht, mit der die Optik verbessert und der Speicherverbrauch verringert wurde.
Am 12. Januar 2010 wurde die erste Beta-Version der künftigen Version 1.0 veröffentlicht. Dabei wurde eine Unterstützung für die Registernavigation ergänzt und der Kalender so erweitert, dass sich dieser nun nahtlos in die Bedienoberfläche der Thunderbird-Version 3.0 integrieren und zudem auch in die SeaMonkey-Version 2.0 laden lässt. Zudem wurde die Unterstützung des Kalenderstandards CalDAV und die Interoperabilität mit CalDAV-Servern verbessert. Am 29. Juli 2011 erschien die fünfte Beta-Version, die ab Thunderbird 3.0 installiert werden kann. Am 26. September 2011 wurde mit der Beta-Version 7 die Kompatibilität mit Thunderbird 7 hergestellt.
Am 7. November 2011 wurde die Version 1.0 veröffentlicht. Diese funktioniert nun vollständig lokal – also auch ohne Internetverbindung (im Offline-Modus). Zudem wurde dessen Benutzeroberfläche neugestaltet. Mit der Version von Mozilla Thunderbird 38.0.1 vom 11. Juni 2015 ist Lightning vollständig in dieses Programm integriert.
Ab der im Juli 2020 erschienenen Thunderbird-Version 78.x ist der Lightning-Kalender fester Bestandteil von Thunderbird und wird nicht mehr als Add-On angeboten.